# Marcus Insteius
Marcus Insteius war ein im 1. Jahrhundert v. Chr. lebender römischer Militär und Anhänger des Triumvirn Marcus Antonius.
Insteius stammte aus Pisaurum, wo der Name auch inschriftlich erscheint. 43 v. Chr. nahm er auf Seiten des Antonius am Mutinensischen Krieg teil. Beim Entscheidungskampf zwischen Antonius und Octavian in der Seeschlacht bei Actium, die am 2. September 31 v. Chr. ausgetragen wurde, gehörte Insteius zu jenen Kommandanten des Antonius, die das Zentrum von dessen Flotte befehligten. Über sein weiteres Schicksal ist nichts überliefert.